# La Fin de Satan
La Fin de Satan est un vaste poème épique et religieux de Victor Hugo (5700 vers). Selon Léon Cellier, il peut être considéré, malgré son inachèvement, « comme le chef-d’œuvre épique de V. Hugo ».
Bien que les parties les plus anciennes datent de 1854, elles n'étaient pas encore conçues comme un ensemble particulier et Hugo pouvait encore envisager de les intégrer dans ses Petites Epopées. À partir de 1855, Hugo conçoit sa vision telle qu'il l'annonce dans la Préface de la Première Série de La Légende des Siècles : celle-ci n'est que la première partie d'une œuvre immense, dont les deux autres pièces, la Fin de Satan et Dieu, doivent bientôt être publiées, mais qui, en fait, sont encore inachevées. Après y avoir encore travaillé entre 1860 et 1862, Hugo n'y reviendra plus, et le poème sera publié de manière posthume en 1886.

## Argument
Satan, déchu, tombe dans l'abîme, mais le Mal se communique aux hommes à travers sa fille Lilith-Isis. Celle-ci ramasse les trois armes dont Caïn s'est servi pour assassiner Abel : le fer, le bois et la pierre. 
Il le frappa d'abord avec un clou d'airain,
Puis avec un bâton, puis avec une pierre;
Puis il cacha ses trois complices sous la terre
Où ma main qui s'ouvrait dans l'ombre les a pris.

Le fer deviendra le Glaive, symbole de la guerre, qui tourmente sans fin l'humanité, personnifié par le terrible Nemrod, qui tentera d'atteindre les cieux après avoir conquis et ravagé la Terre ; le bois deviendra le Gibet, où l'envoyé de Dieu sera crucifié ; la pierre deviendra la Prison, symbole de la douleur et de l'enchaînement des hommes. Le salut ne viendra que d'une autre fille de Satan, l'Ange Liberté, créé par Dieu avec une de ses plumes, qui volera au secours des hommes. La Bastille prise et détruite, Satan est, à la fin, tiré des ténèbres et pardonné.

## Ambition
Au-delà de l'ambition générale manifestée dans la préface de La Légende des Siècles, La Fin de Satan possède une ambition particulière très étonnante : celle de mêler les âges et de relier la légende à l'histoire récente, mais d'une manière encore plus forte et saisissante, en faisant de la prise de la Bastille un ultime événement et en lui conférant une valeur mystique et presque religieuse. Cette relation, sans doute extrêmement complexe à établir même pour Victor Hugo, est peut-être une des raisons de l'inachèvement du poème.